# Clockwork Knight 2
Pour les articles homonymes, voir Knight.
Clockwork Knight 2 est un jeu de plates-formes de Sega sorti en 1995 sur Saturn. Il s'agit de la suite de Clockwork Knight.

## Système de jeu
Comme dans le premier épisode, le joueur dirige Pepperucho, un automate, dans l'univers de la maison.

## Accueil
- Consoles + : 90 %[1]